# Tueur sans gages
 (mai 2016).
Si vous disposez d'ouvrages ou d'articles de référence ou si vous connaissez des sites web de qualité traitant du thème abordé ici, merci de compléter l'article en donnant les références utiles à sa vérifiabilité et en les liant à la section « Notes et références ».
Tueur sans gages est une pièce de théâtre en trois actes d'Eugène Ionesco publiée en 1958 et créée en allemand à Darmstadt le 14 avril 1958, sous le titre Mörder ohne Bezahlung puis en français le 27 février 1959 au théâtre Récamier.
La nouvelle homonyme est publiée dans le recueil La Photo du colonel en 1962.

## Argument
Tueur sans gages commence comme un conte de fées, se poursuit comme un drame policier et se termine sur une tragédie.
Le conte de fées, c'est la découverte par Bérenger de la « cité radieuse », merveilleux quartier de sa ville construit pour le confort de ses résidents, où il retrouve un instant le soleil de son enfance ; le drame policier, c'est la présence dans cette cité d'un assassin qui tue chaque jour plusieurs habitants et que Bérenger, qui compte sur l'aide de la police, veut faire arrêter ; la tragédie, c'est la poursuite de plus en plus solitaire de Bérenger, que tous abandonnent, et qui finit par se trouver devant le monstrueux tueur borgne qui lève sur lui son couteau.
Contrairement à ce que laisse entendre la fin de la pièce, Bérenger survit à sa confrontation avec le tueur. Ce personnage aura une suite dans d'autres pièces, notamment dans Rhinocéros, ou encore une fois, il survit à la "rhinocérite". Si Les pièces de Ionesco ont souvent pour thème la peur de mourir ou de la mort, la survie de Bérenger vient contrebalancer le pessimisme omniprésent développé par l'auteur.

## Distribution à la création
- Claude Nicot : Bérenger
- Nicolas Bataille : Édouard
- Nicole Jonesco : Dany
- Jean-Marie Serreau : l'Architecte
- Florence Blot : la concierge / la mère Pipe
- Jacques Degor : le premier sergent de ville
- Gérard Darrieu : le patron de bistro / l'épicier / le motocycliste / le second sergent de ville / une voix
- Philippe Kellerson : le premier vieillard / le vieux monsieur/ une voix
- Jacques Herlin : le second vieillard / le facteur / une voix
- Hubert de Lapparent : le clochard / l'homme ivre / une voix
- Jean Saudray : le tueur / une voix
- Michel Albertone :  une voix

Mise en scène : José Quaglio
Scénographie : Jacques Noël
Costumes : Jacques Noël et Rita Bayance